# Chaumot (Nièvre)
Chaumot ist eine französische Gemeinde mit 164 Einwohnern (Stand: 1. Januar 2022) im Département Nièvre in der Region Bourgogne-Franche-Comté. Sie gehört zum Arrondissement Clamecy und zum Kanton Corbigny. 

## Geographie
Chaumot liegt etwa 62 Kilometer südlich von Auxerre am Canal du Nivernais und an der Yonne, die die Gemeinde im Osten begrenzt. Umgeben wird Chaumot von den Nachbargemeinden von Germenay im Norden und Nordwesten, Marigny-sur-Yonne im Norden und Nordosten, Chitry-les-Mines im Osten, Corbigny im Osten und Südosten, Pazy im Süden und Westen sowie Héry im Nordwesten.

## Bevölkerungsentwicklung
| Jahr                       | 1962 | 1968 | 1975 | 1982 | 1990 | 1999 | 2006 | 2011 | 2018 |
| Einwohner                  | 111  | 108  | 106  | 124  | 170  | 170  | 163  | 175  | 158  |
| Quellen: Cassini und INSEE |      |      |      |      |      |      |      |      |      |